# Malbec
Pour les articles homonymes, voir Cot.
Le malbec N ou côt N (/ko/) est un cépage de cuve noir français. C'est le cépage essentiel de l'AOC Cahors, où il représente au moins 70 % de l'assemblage. Il est désormais largement cultivé en Argentine et au Chili.

## Noms et étymologies
Le cépage est connu sous les noms d'Auxerrois (dans le Quercy), Bouchalès (en Haute-Garonne), Cot ou Côt (Loire), Mauzat, Noir de Pressac (Libournais), Mancin, Soumancigne et enfin Malbec (Bordelais). Cette dernière dénomination est désormais utilisée pour le vin de Cahors.
- Le nom Auxerrois vient de la ville d'Auxerre ; il pourrait en fait s'agir d'une déformation de Haute-Serre près de Cahors (dans le Lot)[2] même si l'on manque de documents attestant cette confusion ;
- le nom Cot (comme ceux de Cau ou Coq) est une cacographie de cor, cors (1783-1784), cos, lui-même une déformation de Cahors (1800) ;
- le nom Malbec (1783-1784) est emprunté à un négociant, dénommé Malbeck, qui l'a diffusé dans le Médoc[3].

## Origine et répartition

### Histoire

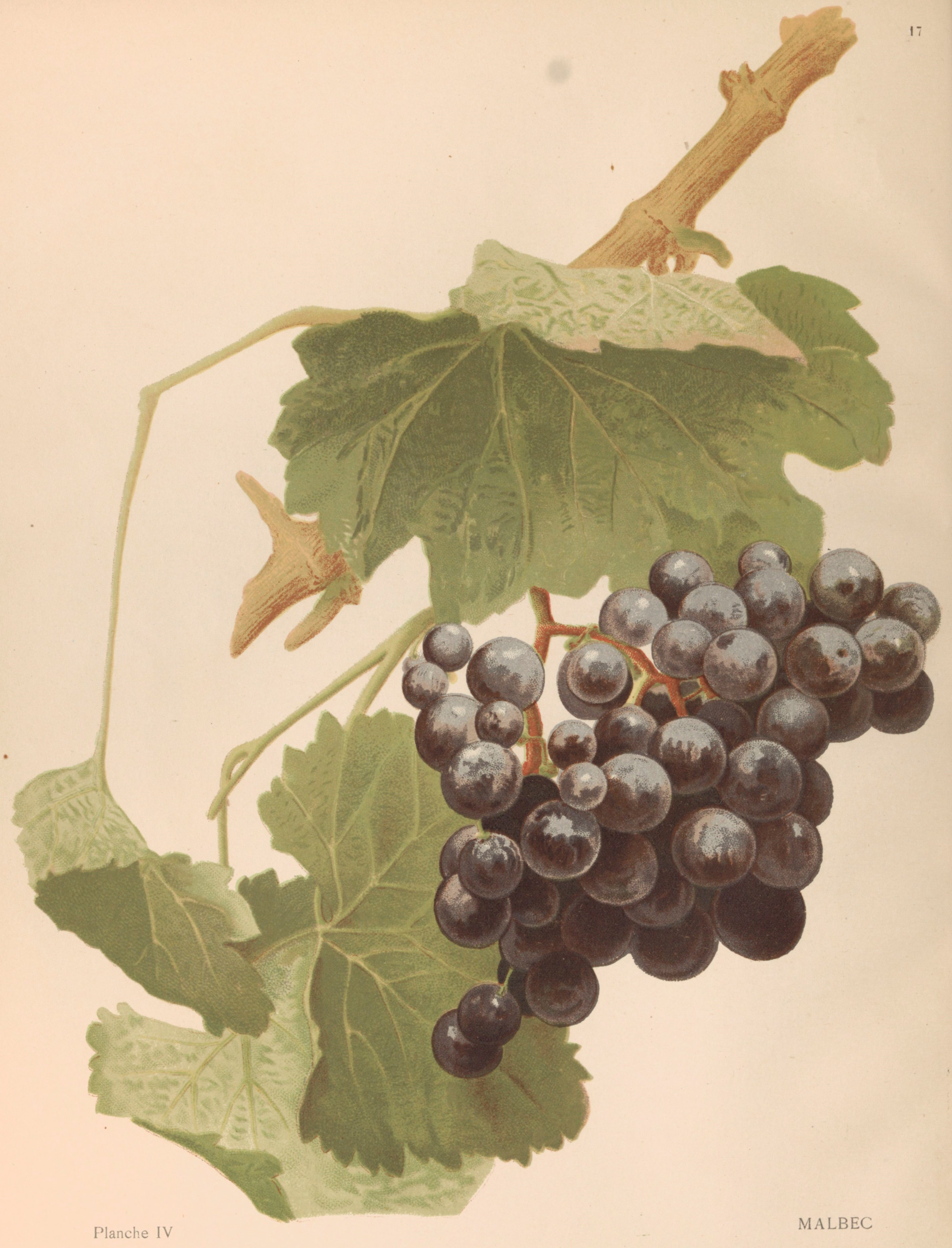
Grappe de Malbec.

Le malbec ou cot a donné son nom à la famille des Cotoïdes, groupe de cépages originaires du vignoble du sud-ouest de la France. Il est ainsi cousin du tannat N ou de la négrette N. Il est également le fils du prunelard N : en 2009, une équipe de chercheurs de l'INRA de Montpellier et de l'Université de Californie à Davis a prouvé que le côt N est issu d'un métissage entre le prunelard N et la magdeleine noire des Charentes N.
Selon l'ampélographe Pierre Galet, ses origines seraient bourguignonnes. Il aurait été transplanté en vallée de la Loire à la Renaissance. À Bordeaux, il a représenté jusqu'à 80 % des vignobles de Blaye et Bourg avant le phylloxera. La nécessité de greffage lui a causé beaucoup de tort : il est devenu très sensible à la pourriture et trop productif. Seul le causse du Quercy lui a permis de conserver de bonnes qualités. La sélection clonale a permis de diminuer le problème de coulure physiologique.
Aujourd'hui, c'est le cépage indispensable du vignoble de Cahors. Il est classé recommandé dans de nombreux départements du Sud-Ouest et du Languedoc. Il est cultivé dans la vallée de la Loire en AOC Rosé d'Anjou et en Touraine. Il est notamment le seul cépage autorisé pour l'élaboration des vins rouges en AOC Touraine-Amboise.

### Culture dans le monde
En régression en France, sa surface plantée est de 5 300 hectares en 1994 ; elle a été divisée par deux entre 1958 et 1994. Le malbec a été introduit en Argentine par l'agronome français Michel Pouget en 1868. Il s'est particulièrement bien exprimé sur ce terroir et donne des vins aussi fins que dans le sud-ouest de la France. Après avoir atteint 50 000 hectares, le vignoble argentin de malbec couvre aujourd'hui 25 000 hectares. On en trouve aussi 6 000 ha au Chili ainsi que des vignobles en Californie, en Australie, en Nouvelle-Zélande, en Italie et en Israel. Sur le plan gustatif, les vins sud-américains issus de cépage malbec partagent certaines des caractéristiques des vins de Cahors, tout en ayant une aromatique plus exubérante due à la fois au terroir d'altitude et aux pratiques œnologiques.

## Synonymes
Ce cépage porte de nombreux noms, parmi lesquels :
- Auxerrois pourrait être une déformation de Haute-Serre près de Cahors (dans le Lot)[2]
- Côt en Loire (en particulier en Touraine)
- Malbec à Bordeaux (il aurait été introduit en Gironde par un dénommé Malbeck)
- Noir de Pressac dans la région de Libourne (un pépiniériste nommé Pressac l'aurait diffusé)
- Plant du Lot en Dordogne (en référence à son origine)
- Plant de Cahors ou Plant du Roy d'origine

## Caractères ampélographiques

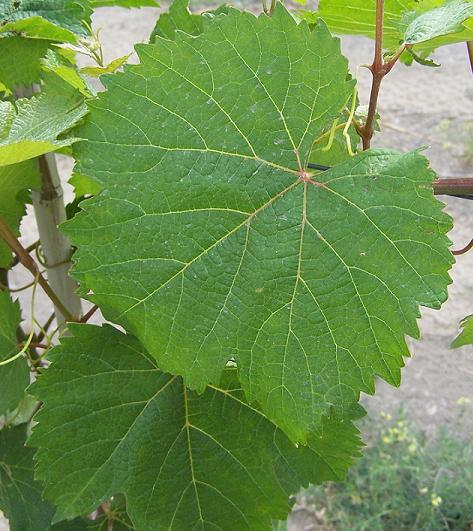
Feuille de côt N. À noter le rameau rougeâtre

- Extrémité du jeune rameau cotonneux.
- Jeunes feuilles cotonneuses puis vertes à plages bronzées.
- Feuilles adultes entières ou trilobées, avec un sinus pétiolaire ouvert en U ou en V, des dents longues et fines, un limbe révoluté ondulé entre les nervures, dessous du limbe aranéeux.
- À l'automne, le feuillage rougit partiellement.

## Aptitudes

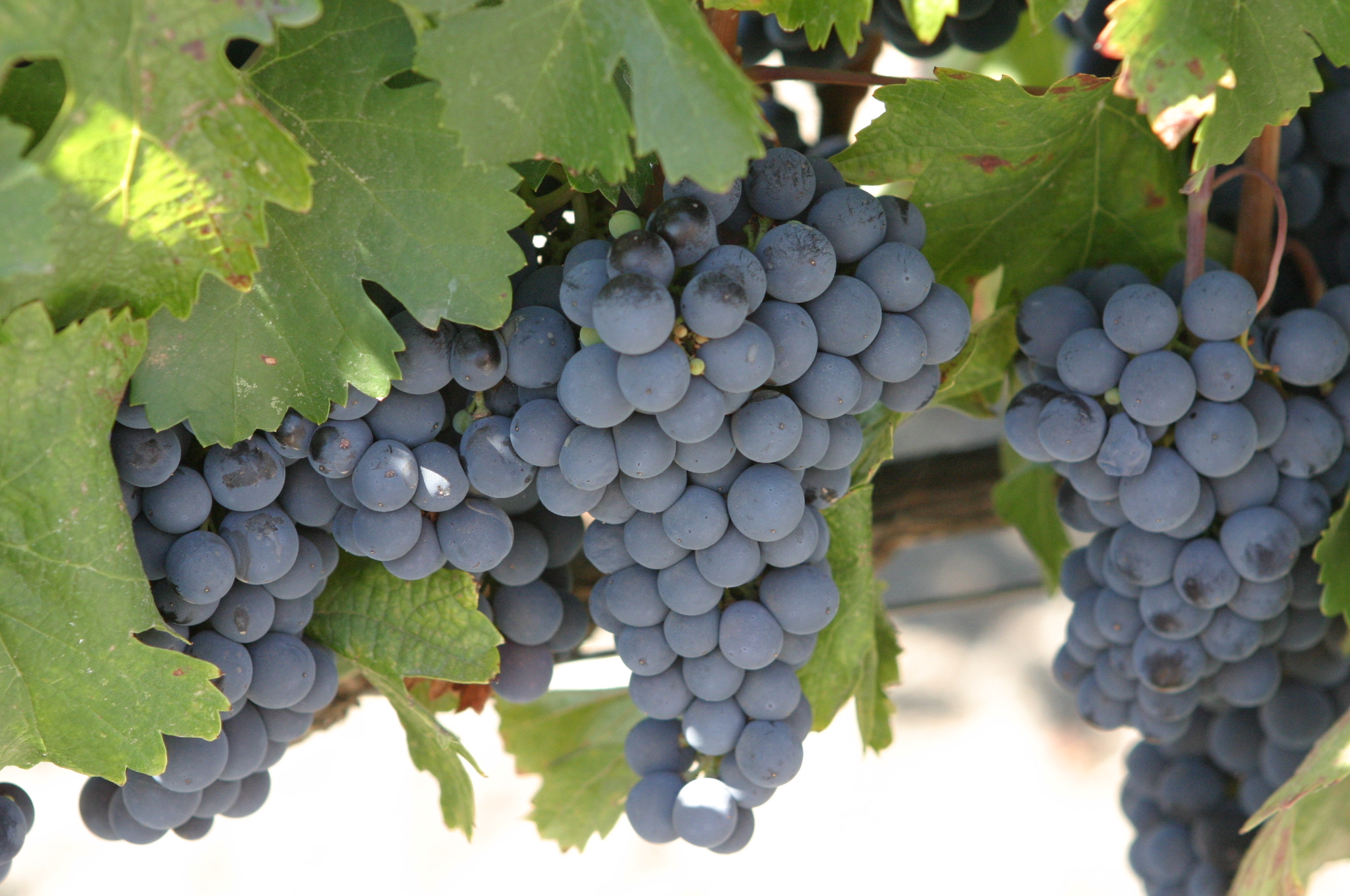
Grappes de malbec N en Californie.

### Aptitudes culturales
C'est un cépage de maturité de deuxième époque (deux semaines et demie après le chasselas B).
Il est vigoureux, sensible à la coulure, nécessite une forte densité et un porte-greffe faible. 
Il présente une certaine sensibilité à l'excoriose et aux cicadelles.

### Aptitudes technologiques
Les grappes et les baies sont de taille moyenne. 
Avec une production bien maîtrisée, il donne des vins colorés, parfumés et riches en tanin qui sont aptes au vieillissement en cuve ou en barrique. Il est nécessaire d'obtenir une maturité suffisante pour éviter les arômes trop herbacés et végétaux, qui lui confèrent parfois de l'amertume, moins aromatiques que ceux des cabernets. 
En assemblage, le côt apporte de la couleur, du moelleux.

## Variabilité génétique

Vin Malbec d'Argentine

Seize clones ont été agréés. (les no 42, 43, 46, 180, 243, 279, 353, 419, 592 à 598 et 1061) Huit d'entre eux sont en multiplication. Une campagne de recherche de vignes vieilles est en cours pour augmenter le nombre d'individus en collection et sélectionner d'autres clones.
Certains clones se démarquent par leurs propriétés :
| Clones | Potentiel productif | Degré potentiel | Remarques                                    |
| ------ | ------------------- | --------------- | -------------------------------------------- |
| 42     | Moyen à supérieur   | Moyen           | Un peu irrégulier, qualitatif                |
| 594    | Moyen à supérieur   | Moyen           | Très qualitatif, polyphénols élevés          |
| 595    | Moyen à supérieur   | Élevé           | Qualitatif, mais variabilité selon millésime |
| 596    | Moyen à supérieur   | Moyen           |                                              |
| 598    | Moyen à supérieur   | Moyen à élevé   | Qualitatif si la vigueur est maîtrisée       |